# Rtyně v Podkrkonoší
Rtyně v Podkrkonoší (in tedesco Hertin) è una città della Repubblica Ceca facente parte del distretto di Trutnov, nella regione di Hradec Králové.